# 卡朗图瓦尔
卡朗图瓦尔（法語：Carentoir，法語發音：[kaʁɑ̃twaʁ]）是法国莫尔比昂省的一个市鎮，属于瓦讷区。该市镇于2017年由原卡朗图瓦尔与市鎮凯尔讷克合并而成的中型都市。

## 地理
卡朗图瓦尔（47°49'0"N, 2°8'3"W）面积72.87 平方千米，位于法国布列塔尼大區莫尔比昂省，该省份为法国西北部沿海省份，位于布列塔尼半岛南部，北起阿摩尔滨海省、西接菲尼斯泰尔省，南濒大西洋，东南接大西洋卢瓦尔省，东临伊勒-维莱讷省。
与卡朗图瓦尔接壤的市镇（或旧市镇、城区）包括：雷米尼亚克、蒙特讷夫、盖尔、孔布莱萨克、莱布吕莱、圣塞格兰、阿夫河畔布吕克、阿夫河畔锡克斯特、拉加西伊、圣尼古拉迪泰特尔、特雷阿勒、瓦勒达纳斯特。
卡朗图瓦尔的时区为UTC+01:00、UTC+02:00（夏令时）。

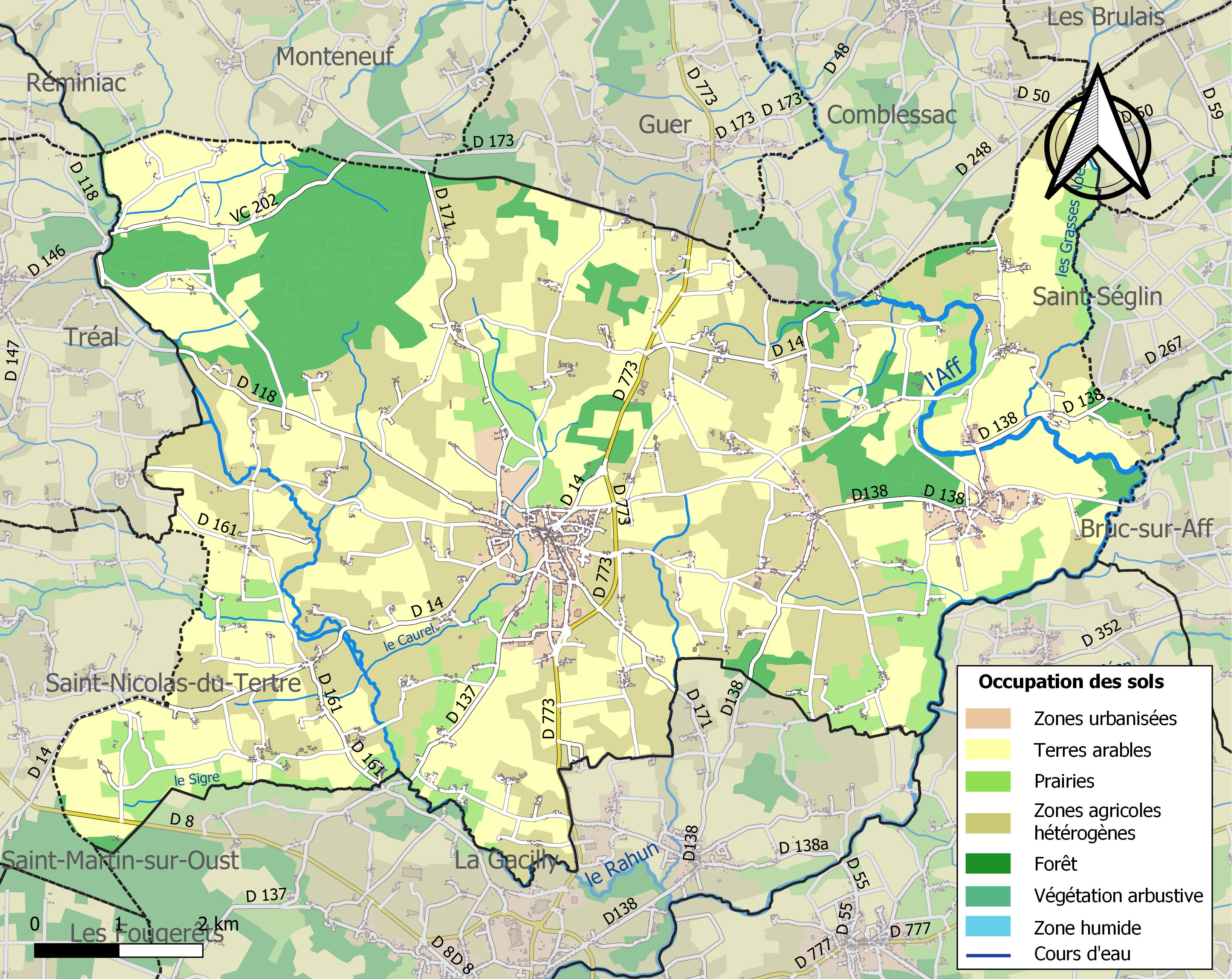
卡朗图瓦尔的OSM定位图

## 行政
卡朗图瓦尔的邮政编码为56910，INSEE市镇编码为56033。

## 政治
卡朗图瓦尔所属的省级选区为盖尔县。

## 人口

1962-2008年间卡朗图瓦尔人口变化图示

卡朗图瓦尔于2022年1月1日时的人口数量为3137人。